# Aphelaria tropica
Aphelaria tropica är en svampart som först beskrevs av Jean François Montagne, och fick sitt nu gällande namn av Corner 1950. Aphelaria tropica ingår i släktet Aphelaria och familjen Aphelariaceae.   Inga underarter finns listade i Catalogue of Life.